# Ermenário
Ermenário (em latim: Ermenarius; m. 627) ou Ermário (em latim: Ermarius) foi um oficial franco do século VII, ativo durante o reinado de Cariberto II (r. 629–632). Era mordomo do palácio de Cariberto e foi morto em 627 na corte de Clotário II em Clipíaco por Egina.